# Jean-Michel Carbonnar
Jean-Michel Carbonnar, né  le 12 octobre 1738 à Lunéville et décédé le 5 mars 1806 à Thionville, est un architecte lorrain, inspecteur et directeur des travaux et ouvrages du Roi en particulier à Saint-Dié.

## Biographie
Des historiens ont émis l'hypothèse d'une origine italienne de la famille Carbonnar, par francisation du nom Carbonari signifiant charbonnier.
Jean-Michel Carbonnar, fils d'un architecte lunévillois du XVIIIe siècle, « premier entrepreneur des bâtiments du roi» est né à Lunéville le 12 octobre 1738. Il a été baptisé à la paroisse saint Jacques de Lunéville. 
Le jeune homme épouse à Lunéville le 12 février 1760 Marie-Anne-Catherine-Reine Berezas, née à Lunéville le 6 septembre 1739 et décédé peu après son mari le 9 juin 1806 à Thionville. Le couple a une fille : Anne Catherine Marie Reine née à Saint-Dié, paroisse sainte Croix, le 7 juillet 1777 et décédée en 1836 à Thionville. Le jugement du tribunal civil de Thionville, le 2 avril 1807, informe que demoiselle Anne-Catherine-Marie-Reine Carbonnar, épouse du sieur Jean-François Blanc, marchand de modes à Thionville, "a été déclarée séparée, quant aux biens d'avec son mari".
Lorsque le jeune architecte réside à Saint-Dié après octobre 1757, il porte le titre d'« architecte, inspecteur et directeur des travaux et ouvrages du roi à Saint-Dié ».
Michel Carbonnar n'est remboursé qu'en 1791 pour ses travaux réalisés avant 1789 au profit du Roy sur l'ancienne généralité de Nancy, en deux étapes, d'abord de 2370 livres 15 sous et 6 deniers puis de 1306 livres 5 sous et 4 deniers.

## Ouvrages principaux

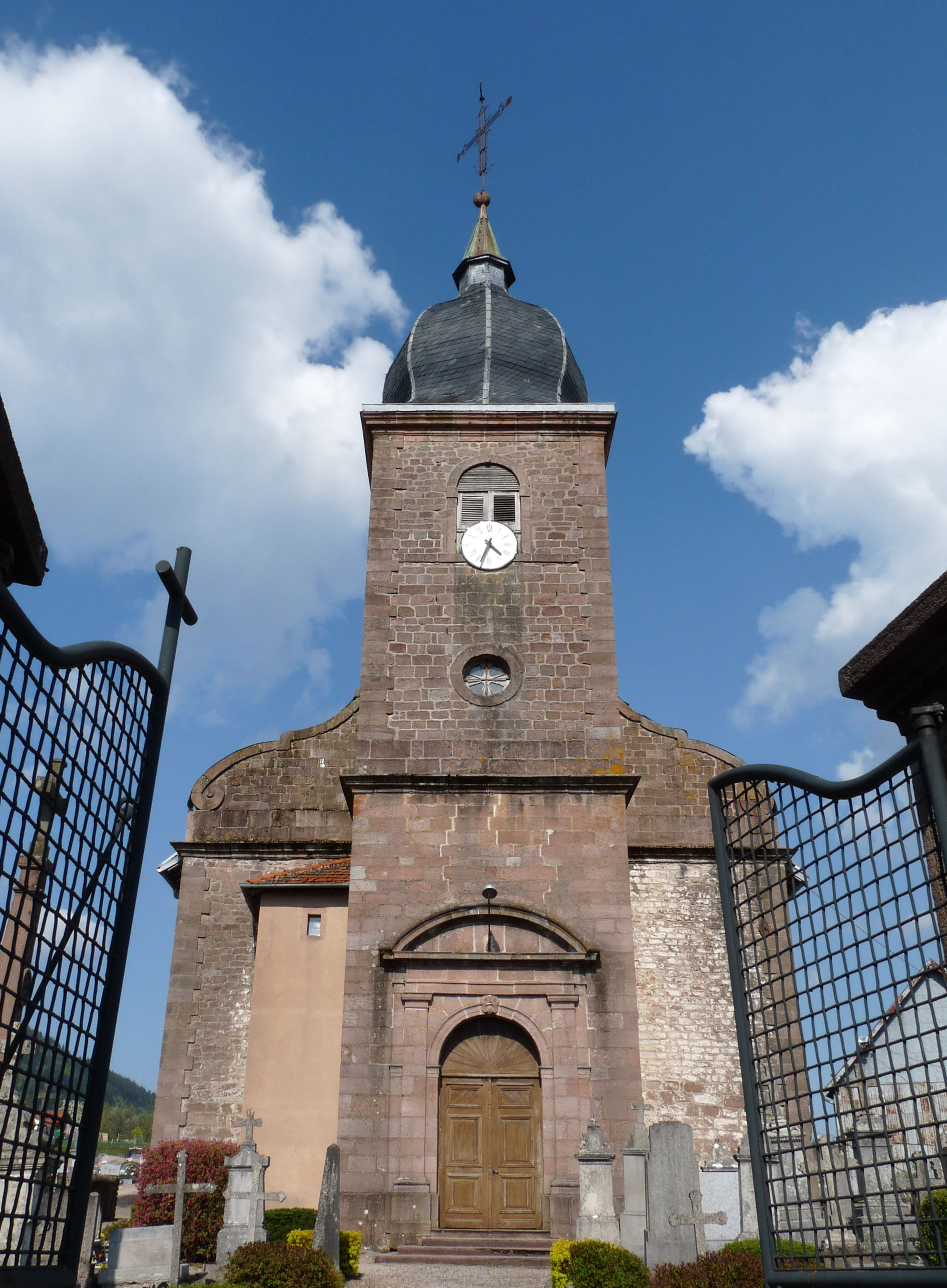
Église de Colroy-la-Grande

Il a largement œuvré à la reconstruction urbaine de Saint-Dié, suivant les plans de l'ingénieur des Ponts et Chaussées Jean-Jacques Baligand, après les incendies de 1757. Il a supervisé les rues à arcades de la rue royale, future Grande rue et rue Thiers du XIXe siècle. Outre ses principales portes et fontaines, par exemple la porte et la fontaine saint Stanislas, il est aussi l'architecte de l'hôtel de ville érigé sur ses plans de 1762, de 1765 à 1769 et du palais épiscopal de Saint-Dié en 1782, après l'érection en 1777 de la collégiale en évêché. Malheureusement ses ouvrages ont été détruits en novembre 1944.
On lui doit un certain nombre d'églises dont Colroy-la-Grande en 1772 et de presbytères dont Grandvillers à la fin des années 1750.

## Odonymie
Les Déodatiens connaissent à l'arrière de la mairie la salle ou espace Carbonnar, qui rappelle l'ancien nom de la place voisine aujourd'hui attribuée à l'Europe.